# محیط زیست ایالات متحده آمریکا

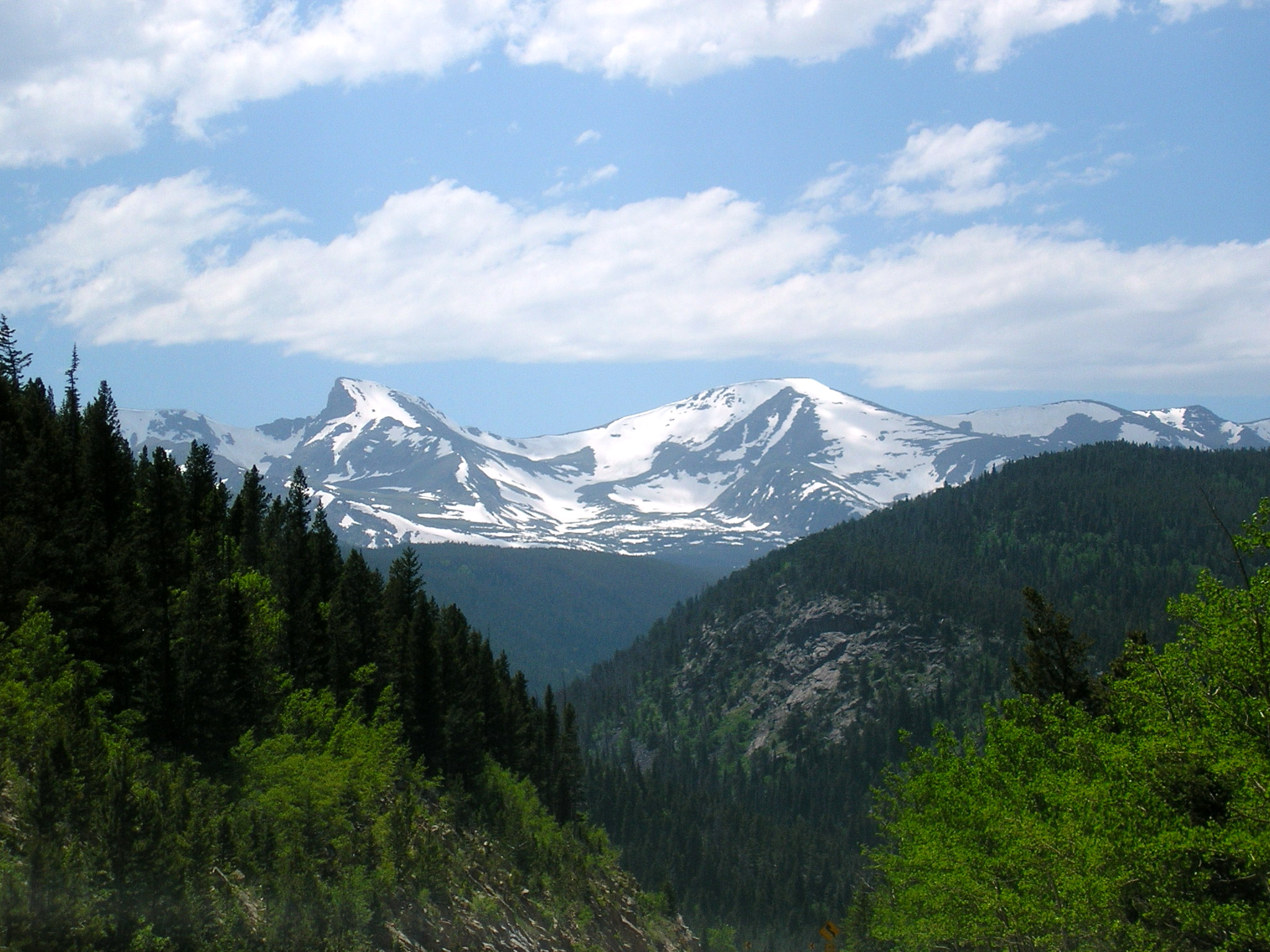
کوه‌های کلرادوی آمریکا

محیط زیست ایالات متحده آمریکا دارای تنوّع و طیف وسیعی از آب و هوا و گونه‌های جاندار است که ناشی از وسعت پهناور کشور آمریکا است.

## گونه‌ها
وسعت محیط زیست طبیعی در ایلات متحده که شامل مناطق استوایی تا منطق سرد شمالی می‌شود موجب گستردگی گونه‌های طبیعی در این کشور شده‌است. در این کشور تاکنون بیش از ۱۷۰۰۰ هزار گونه گیاهی محلی شناسایی شده‌است که حدود ۵۰۰۰ گونه از آن متعلق به کالیفرنیا (زیستگاه بزرگترین، تنومندترین و کهنترین درختان جهان) است. همچنین تا به حال ۴۰۰ گونه پستاندار، ۷۰۰ گونه پرنده، ۵۰۰ گونه خزنده و دوزیست و حدود ۹۰۰۰۰ گونه حشره در این کشور شناسایی شده‌اند. بیشتر گوناگونی طبیعی در ایالات متحده متعلق به مناطق مرطوب مانند زمین‌های باتلاقی فلوریدا تعلق دارد. بسیاری از گونه‌های گیاهان و جانوران در آمریکا پس از ورود اولین انسان‌ها از بین رفتند و بسیاری نیز مانند گاومیش کوهان‌دار آمریکایی یا کرکس کالیفرنیایی پس از ورود اقوام اروپایی به این منطقه تقریباً منقرض شدند.

## آب و هوا

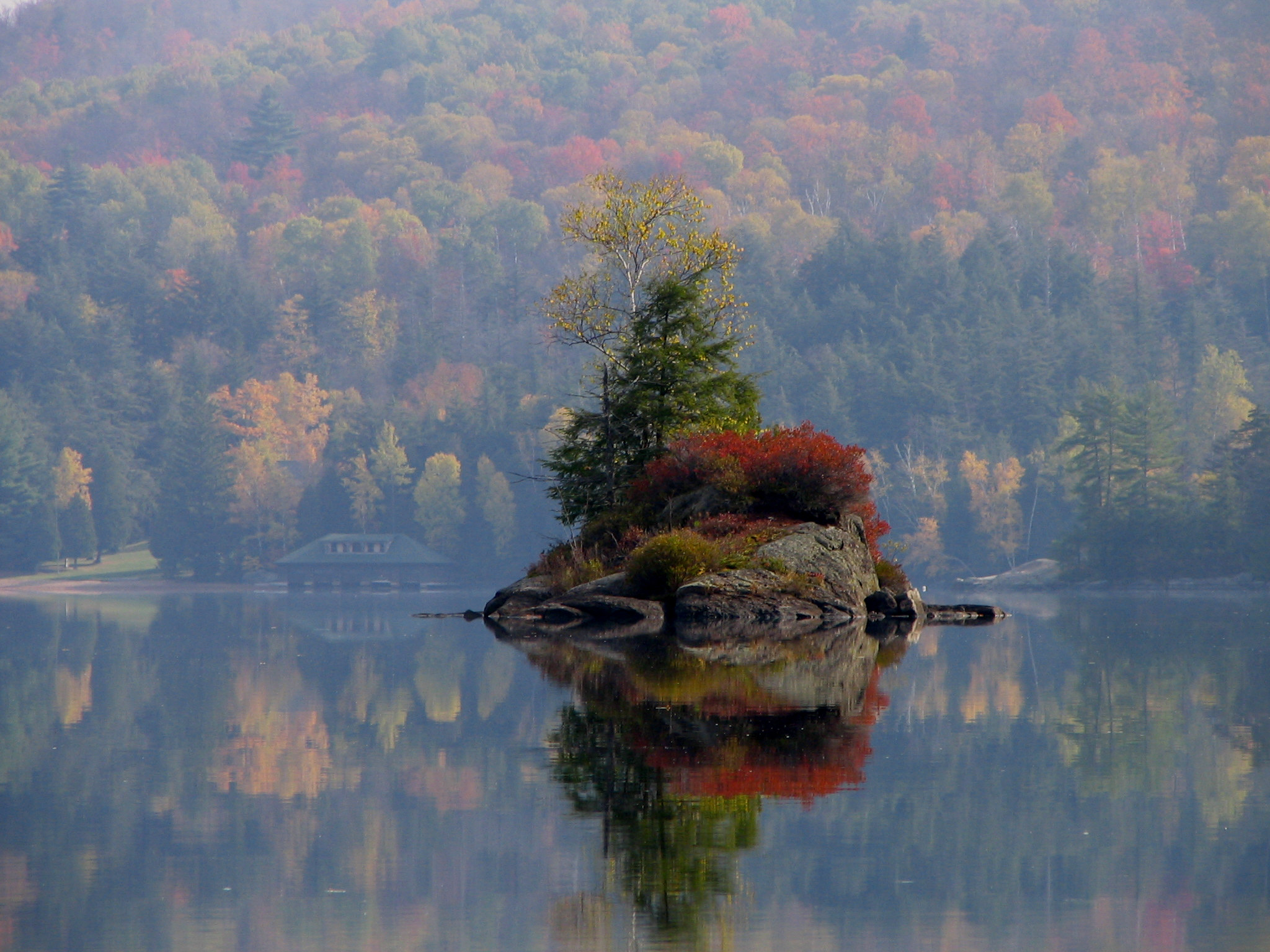
یک جزیره کوچک در یک برکه در ایالت نیویورک

آب و هوای ایالات متحده در بسیاری مناطق گرم است. در کالیفرنیا و هاوایی آب و هوا استوایی، در آلاسکا قطبی، در گریت‌پلینز خشک، در سواحل کالیفرنیا مدیترانه‌ای و در گریت‌بیسین بیابانی است. آب و هوای مناسب ایالات متحده برای پرورش انواع مختلفی از محصولات کشاورزی نقش مؤثری در مطرح کردن این کشور به عنوان یک قدرت داشته‌است.
با پایان جنگ جهانی دوم ایالت‌های غربی آمریکا رشد بالایی را در اقتصاد و جمعیت تجربه کردند و همین امر سبب تغییر کاربری منابع آب و انرژی این مناطق از مصرف در کاربردهای زراعی به سمت مصرف در مناطق تجمع جمعیت و صنایع شد. به عقیده مرکز منابع آب ایالت کالیفرنیا در صورتی که تا سال ۲۰۲۰ منابع بیشتری برای تأمین آب این منطقه پیدا نشود این ایالت با کمبود آبی به اندازه مصرف امروزی آب خود موجه خواهد شد.

## آژانس حفاظت محیط زیست آمریکا
در ایالات متحده آمریکا، سازمانی که مسئولیت مراقبت و محافظت از محیط زیست کشور را به عهده دارد، آژانس حفاظت محیط زیست (EPA) می‌باشد. این آژانس یک سازمان دولتی است و نقش بسیار فعالی در کنترل فعالیت‌های انسانی (شهری، صنعتی، کشاورزی) و همچنین نظارت، پایش و کنترل آلودگی محیط زیست ایفا می‌کند. تحقیقات و مطالعات انجام شده در این آژانس به عنوان منبع و رفرنس در اکثر کشورها مورد پذیرش است.

## سازمان‌های مرتبط
| سازمان                    | نشان | وسعت زمین‌های تحت پوشش (کیلومتر مربع) | تأسیس | تعداد کارکنان              | مخفف    |
| سازمان ملی جنگل‌های آمریکا |      | ۷۸۱٬۰۴۳                              | ۱۹۰۵  | ۲۸۳۳۰ (دائم) ۴۴۸۸ (فصلی)   | USDA FS |
| دفتر مدیریت اراضی         |      | ۱٬۰۶۰٬۲۷۷                            | ۱۹۴۶  | ۱۹۹۶۴۳ (دائم) ۱۰۵۰۶ (فصلی) | BLM     |
| سازمان پارک‌های ملی        |      | ۳۳۸٬۰۰۰                              | ۱۹۱۶  | ۱۵۰۰۰ (دائم) ۵۰۰۰ (فصلی)   | NPS     |
| سازمان شیلات و حیات وحش   |      | ۴۰۴٬۶۸۶                              | ۱۹۴۰  | ۷٬۹۶۰                      | USFWS   |
| دفتر احیای اراضی          |      |                                      |       |                            |         |